# Susanna agenzia squillo
Susanna agenzia squillo (Bells Are Ringing) è un film del 1960 diretto da Vincente Minnelli.

## Trama
Una centralinista ascolta al telefono le traversie di alcuni abbonati. Volendo dare una mano, interviene nelle loro vite, dando loro incoraggiamento e fiducia. Riuscirà ad innamorarsi di un affascinante scrittore e passerà qualche guaio a causa del nome della agenzia per cui lavora.

## Produzione
Il film fu prodotto dalla Metro-Goldwyn-Mayer (MGM) come An Arthur Freed Production.

## Distribuzione
Distribuito dalla Metro-Goldwyn-Mayer (MGM), il film fu presentato in prima a New York il 23 giugno 1960.